# Episodi di Mio padre, il signor preside (terza stagione)
La terza stagione della serie televisiva Mio padre, il signor preside è andata in onda negli Stati Uniti dal 17 ottobre 1952 al 3 luglio 1953 sulla ABC.
| nº | Titolo originale                    | Prima TV USA     | Titolo italiano | Prima TV Italia |
| -- | ----------------------------------- | ---------------- | --------------- | --------------- |
| 1  | Jackie Finds a Cause                | 17 ottobre 1952  |                 |                 |
| 2  | Object Lesson                       | 24 ottobre 1952  |                 |                 |
| 3  | Goin' Steady                        | 7 novembre 1952  |                 |                 |
| 4  | Fur Coat                            | 14 novembre 1952 |                 |                 |
| 5  | Father Takes a Pet                  | 28 novembre 1952 |                 |                 |
| 6  | The Game                            | 5 dicembre 1952  |                 |                 |
| 7  | The Golden Key                      | 19 dicembre 1952 |                 |                 |
| 8  | Stu's Jalopy                        | 26 dicembre 1952 |                 |                 |
| 9  | The Blow-up                         | 9 gennaio 1953   |                 |                 |
| 10 | Leave It to Stu                     | 16 gennaio 1953  |                 |                 |
| 11 | Stu's Secret                        | 30 gennaio 1953  |                 |                 |
| 12 | Fair Exchange                       | 6 febbraio 1953  |                 |                 |
| 13 | Stu Sells the House                 | 20 febbraio 1953 |                 |                 |
| 14 | In the Shade of the Old Family Tree | 27 febbraio 1953 |                 |                 |
| 15 | Art Appreciation                    | 13 marzo 1953    |                 |                 |
| 16 | Operation Hamster                   | 20 marzo 1953    |                 |                 |
| 17 | Youth, It's Wonderful               | 3 aprile 1953    |                 |                 |
| 18 | Jackie's Newspaper                  | 10 aprile 1953   |                 |                 |
| 19 | The Landlord                        | 24 aprile 1953   |                 |                 |
| 20 | Yvette                              | 1º maggio 1953   |                 |                 |
| 21 | Nothing Like a Friend               | 15 maggio 1953   |                 |                 |
| 22 | Farewell to Hamilton High           | 22 maggio 1953   |                 |                 |
| 23 | Love Thy Neighbor                   | 5 giugno 1953    |                 |                 |
| 24 | The Day the Circus Came to Town     | 12 giugno 1953   |                 |                 |
| 25 | All for Father                      | 26 giugno 1953   |                 |                 |
| 26 | The Three Budgeteers                | 3 luglio 1953    |                 |                 |

## Jackie Finds a Cause
- Diretto da:
- Scritto da:

### Trama
- Interpreti: Stuart Erwin (Stu Erwin), June Collyer (June Erwin), Paul Maxey (George Selkirk), Ann E. Todd (Joyce Erwin)

## Object Lesson
- Diretto da:
- Scritto da:

### Trama
- Interpreti: Stuart Erwin (Stu Erwin), June Collyer (June Erwin), Ann E. Todd (Joyce Erwin)

## Goin' Steady
- Diretto da:
- Scritto da:

### Trama
- Interpreti: Stuart Erwin (Stu Erwin), June Collyer (June Erwin), Ann E. Todd (Joyce Erwin)

## Fur Coat
- Diretto da:
- Scritto da:

### Trama
- Interpreti: Stuart Erwin (Stu Erwin), June Collyer (June Erwin), Ann E. Todd (Joyce Erwin)

## Father Takes a Pet
- Diretto da:
- Scritto da:

### Trama
- Interpreti: Stuart Erwin (Stu Erwin), June Collyer (June Erwin), Willie Best (Willie), Sheila James Kuehl (Jackie Erwin), Myra Marsh, Ann E. Todd (Joyce Erwin)

## The Game
- Diretto da:
- Scritto da:

### Trama
- Interpreti: Stuart Erwin (Stu Erwin), June Collyer (June Erwin), Ann E. Todd (Joyce Erwin)

## The Golden Key
- Diretto da:
- Scritto da:

### Trama
- Interpreti: Stuart Erwin (Stu Erwin), June Collyer (June Erwin), Ann E. Todd (Joyce Erwin)

## Stu's Jalopy
- Diretto da:
- Scritto da:

### Trama
- Interpreti: Stuart Erwin (Stu Erwin), June Collyer (June erwin), Ann E. Todd (Joyce Erwin)

## The Blow-up
- Diretto da:
- Scritto da:

### Trama
- Interpreti: Stuart Erwin (Stu Erwin), June Collyer (June Erwin), Ann E. Todd (Joyce Erwin)

## Leave It to Stu
- Diretto da:
- Scritto da:

### Trama
- Interpreti: June Collyer (June Erwin), Stuart Erwin (Stu Erwin), Willie Best (Willie), Lloyd Corrigan (Don Simpson), Frank Jaquet (Mr. Selkirk), Sheila James Kuehl (Jackie Erwin), Hank Patterson (Gus the Milkman), Ann E. Todd (Joyce Erwin)

## Stu's Secret
- Diretto da:
- Scritto da:

### Trama
- Interpreti: Stuart Erwin (Stu Erwin), June Collyer (June Erwin), Ann E. Todd (Joyce Erwin)

## Fair Exchange
- Diretto da:
- Scritto da:

### Trama
- Interpreti: Stuart Erwin (Stu Erwin), June Collyer (June Erwin), Ann E. Todd (Joyce Erwin)

## Stu Sells the House
- Diretto da:
- Scritto da:

### Trama
- Interpreti: Stuart Erwin (Stu Erwin), June Collyer (June Erwin), Ann E. Todd (Joyce Erwin)

## In the Shade of the Old Family Tree
- Diretto da:
- Scritto da:

### Trama
- Interpreti: Stuart Erwin (Stu Erwin), June Collyer (June Erwin), Willie Best (Willie, The Handyman), Frank Jaquet (George Selkirk), Sheila James Kuehl (Jackie Erwin), Burt Mustin (zio Lucious Erwin), Ann E. Todd (Joyce Erwin)

## Art Appreciation
- Diretto da:
- Scritto da:

### Trama
- Interpreti: Stuart Erwin (Stu Erwin), June Collyer (June Erwin), Ann E. Todd (Joyce Erwin)

## Operation Hamster
- Diretto da:
- Scritto da:

### Trama
- Interpreti: Stuart Erwin (Stu Erwin), June Collyer (June Erwin), Ann E. Todd (Joyce Erwin)

## Youth, It's Wonderful
- Diretto da:
- Scritto da:

### Trama
- Interpreti: June Collyer (June Erwin), Stuart Erwin (Stu Erwin), Sheila James Kuehl (Jackee Erwin), Ann E. Todd (Joyce Erwin), Willie Best (Willie)

## Jackie's Newspaper
- Diretto da:
- Scritto da:

### Trama
- Interpreti: Stuart Erwin (Stu Erwin), June Collyer (June Erwin), Ann E. Todd (Joyce Erwin)

## The Landlord
- Diretto da:
- Scritto da:

### Trama
- Interpreti: Stuart Erwin (Stu Erwin), June Collyer (June Erwin), Willie Best (Willie), Sheila James Kuehl (Sheila Erwin), Ann E. Todd (Joyce Erwin)

## Yvette
- Diretto da:
- Scritto da:

### Trama
- Interpreti: Stuart Erwin (Stu Erwin), June Collyer (June Erwin), Ann E. Todd (Joyce Erwin)

## Nothing Like a Friend
- Diretto da:
- Scritto da:

### Trama
- Interpreti: Stuart Erwin (Stu Erwin), June Collyer (June Erwin), Sheila James Kuehl (Jackie Erwin), Ann E. Todd (Joyce Erwin), Willie Best (Willie, The Handyman), Harry Hayden (Harry Johnson), Effie Laird (Adele Johnson)

## Farewell to Hamilton High
- Diretto da:
- Scritto da:

### Trama
- Interpreti: Stuart Erwin (Stu Erwin), June Collyer (June Erwin), Ann E. Todd (Joyce Erwin)

## Love Thy Neighbor
- Diretto da:
- Scritto da:

### Trama
- Interpreti: Stuart Erwin (Stu Erwin), June Collyer (June Erwin), Ann E. Todd (Joyce Erwin)

## The Day the Circus Came to Town
- Diretto da:
- Scritto da:

### Trama
- Interpreti: Stuart Erwin (Stu Erwin), June Collyer (June Erwin), Willie Best (Willie), Sheila James Kuehl (Jackie), Ann E. Todd (Joyce Erwin), Nancy Abbate (Crippled girl)

## All for Father
- Diretto da:
- Scritto da:

### Trama
- Interpreti: Stuart Erwin (Stu Erwin), June Collyer (June Erwin), Ann E. Todd (Joyce Erwin)

## The Three Budgeteers
- Diretto da:
- Scritto da:

### Trama
- Interpreti: Stuart Erwin (Stu Erwin), June Collyer (June Erwin), Ann E. Todd (Joyce Erwin)